# Edwin Chota
Edwin Chota, né en 1962 et mort le 8 septembre 2014, est un militant écologiste péruvien, dirigeant du groupe indigène Asháninka et président de la colonie de Saweto au Pérou,,.
En 2024, les coupables de l'assassinat d'Edwin Chota sont condamnés à 28 ans de prison.